# Chikkamaralli, Pandavapura
Chikkamaralli là một làng thuộc tehsil Pandavapura, huyện Mandya, bang Karnataka, Ấn Độ.